# أخلاقيات اقتصادية
تجمع الأخلاقيات الاقتصادية بين الاقتصاد والأخلاقيات، وتوحد أحكام المبادئ لكل من التخصصين من أجل توقع الظواهر الاقتصادية وتحليلها ونمذجتها. فهي تشمل الشروط الأخلاقية النظرية الأساسية والأُسس التي تقوم عليها الأنظمة الاقتصادية. يرجع تاريخ مدرسة الفكر هذه إلى الفيلسوف اليوناني أرسطو، الذي وصف في كتابه «الأخلاقيات النيقوماخية» العلاقة بين المبدأ الاقتصادي الموضوعي والنظر في العدالة. إن الأدب الأكاديمي حول الأخلاق الاقتصادية واسع النطاق، ويستشهد بسلطات مثل الحق الطبيعي والقانون الديني بوصفها عوامل مؤثرة في القواعد المعيارية في الاقتصاد. إن أخذ الفلسفة الأخلاقية، أو فكرة الاقتصاد الأخلاقي مثلًا في نظر الاعتبار، يُعد نقطة انطلاق في تقييم النماذج الاقتصادية السلوكية. تمثل الأخلاقيات معضلة ثلاثية في الاقتصاد، وهي خلق المعايير، وتطبيق المعايير، ومن هم المستفيدين من الأعمال الخيرة. فإن هذه العوامل الثلاثة، إضافةً إلى الافتراض الأساسي للعقلانية في الاقتصاد، تخلق ارتباطًا بين نفسها وبين الأخلاقيات كما هي، إذ تدرس الأخلاقيات مفاهيم الصواب والخطأ.

## التاريخ

### الفكر الاقتصادي القديم
كان الفكر الاقتصادي الهندي القديم يدور حول العلاقة بين مفاهيم السعادة والأخلاق والقيم الاقتصادية، حيث تشكل الروابط بينها وصفًا أساسيًا لوجود البشر. إن الفكرة الأساسية لاتحاد الأبانيشاد المتمثلة في التماسك الفائق، والوحدة، والاستقرار هي استنتاج لهذه العلاقة. الفلسفة والميتافيزيقيا الهندية القديمة تشيران إلى فهم العديد من المفاهيم الاقتصادية الحديثة. مثلًا، تنظيمهم للطلب عندما تجاوز الإمدادات وسيلةً لتجنب الفوضى، الذي تحقق آنذاك بتأكيد أن السلع غير المادية كانت مصدر السعادة، انعكاسًا لإملاءات مارشال بشأن نهم الرغبات الذي لا يُشبَع. ويتضح التخوف من عدم المساواة الاقتصادية في نصوص «ريج فيدا» المقدسة، في الفصل العاشر، 117، 1-6 الذي ينص على أن «ثروات الليبرالي لا يجب أن تُهدَر أبدًا، لكن من لا يُعطي من ثرواته فإنه لن يهنأ بها»، إذ يُشار في هذا النص إلى أن توليد المرء للثروة الشخصية لا يُعد غير أخلاقي، لكن احتفاظ المرء بتلك الثروة لنفسه فقط يُعَد خطيئة. ولقد صاغت مخطوطة «أرثاساسترا» قوانين تُعزِّز الكفاءة الاقتصادية في سياق مجتمع أخلاقي.

### العصور الوسطى
كان الدين في صميم الحياة الاقتصادية في أثناء العصور الوسطى، ومن هنا كان علماء الدين آنذاك يستخدمون الاستنتاجات من تعاليمهم الأخلاقية للإجابة عن التساؤلات الاقتصادية وتحقيقِ الأهداف الاقتصادية. كان هذا هو النهج الذي تبنّاه الفلاسفة أيضًا في أثناء عصر التنوير. وقد غيَّرت الكنيسة الرومانية الكاثوليكية تفسيرها الفقهي لصلاحية الزواج لمنع المنافسين من تهديد مركزها الاحتكاري في السوق، إضافةً إلى دوافعٍ أخرى. وكان الربا يُعد قضيةً أخلاقية في الكنيسة، وذلك لأنّ العدالة قد أضافت مبادئ أعلى مقارنةً بالكفاءة الاقتصادية. أدى الانتقال من أسلوب الحياة الزراعي إلى التجارة القائمة على المال إلى تبنّي نظام الفائدة في الإقراض والاقتراض نظرًا إلى عدم حظرها مباشرة في التوراة، وفقًا للمثل الذي ينص على «إن أخيك يجب أن يعيش معك».

### الاقتصاد التقليدي
ترى نظرية قيمة العمل أن العمل هو مصدر جميع القيم الاقتصادية، التي كانت أيضًا وجهة نظر ديفيد ريكاردو وآدم سميث وغيرهما من خبراء الاقتصاد التقليديين. التمييز بين «عبيد الأجور» و«العبيد الحقيقيين» في هذه النظرية، مع النظر إلى كليهما بوصفهما سلعًا، أقيم على مبدأ أخلاقي لأن «عبيد الأجور» يقدمون طوعًا قوى عملهم الخاصة للمشتري مقابل سعرٍ زهيد، في حين أن «العبيد الحقيقيين»، وفقًا لماركس، لا يتمتعون بمثل هذه الحقوق. مع أن «مذهب التجاريين» -الاتجارية- هو مبدأٌ يدعو إليه الاقتصاد الكلاسيكي، فإنه يُعد مبهمًا أخلاقيًا في المؤلفات الأكاديمية.

### الاقتصاد الكلاسيكي المحدث
إن الفلسفة الأخلاقية التي تبناها آدم سميث أسست النظرة الكلاسيكية العالمية المحدثة في الاقتصاد التي ترى أن السعي لتحقيقِ السعادة هو الهدف المطلق للحياة، وإن مفهوم الإنسان الاقتصادي يصف السلوك الأساسي للعامل الاقتصادي. مثل هذا الافتراض بأن الأفراد أنانيون ومنطقيون قد يعني إعفاء الأخلاقيات الجماعية. في ظل الاختيار العقلاني وتبني الاقتصاديات الكلاسيكية المحدثة لمبدأ الذرية النيوتونية، تُتجاهل العديد من سلوكيات المستهلكين، ما يعني أنه من غير الممكن في كثير من الأحيان تفسير مصدر تفضيلات المستهلك عندما لا يقيده الفرد.

### التاريخ المعاصر
وفقًا لكينز، فإن التكامل الكلي بين الأخلاقيات والاقتصاد يتوقف على معدل التنمية الاقتصادية. تمكن خبراء الاقتصاد من تجميع تفضيلات العملاء، عملًا بمبدأ الإنسان الاقتصادي، وبدمج الأخلاقيات النفعية والمؤسسية. تجنب كينز وجهة النظر الذرية للاقتصاد الكلاسيكي المحدث بمنظوره الاستبدادي عن الاقتصاد العالمي، نظرًا إلى أن «الكل لا يساوي مجموع أجزائه، إذ لم تستوف الافتراضات التي نصت على وجود سلسلة متصلة موحدة ومتجانسة». وقد أدى هذا إلى فرض فكرة أن الحالة الاجتماعية الاقتصادية غير الأخلاقية تظهر عندما يكون الاقتصاد في حالة التوظيف الكامل للعاملين، إذ اقترح كينز الإنفاق الإنتاجي آليةً لإعادة الاقتصاد إلى حالة التوظيف الكامل للعمالة، وهي الحالة التي يوجد فيها أيضًا مجتمع عقلاني أخلاقيًا.

## التأثيرات

### الدين
أصبح الفلاسفة في التقاليد الهلنستية قوةً دافعة للرؤية اللا أدرية، وفداء الروح بواسطة الزهد، الذي أسس جدالًا بشأن الشر والجهل في المناقشات السياسية. إن دمج الفلسفة اليونانية القديمة وقانون لوغوس والفلسفة المسيحية المبكرة في القرنين الثاني والثالث بعد الميلاد قاد المؤمنين آنذاك إلى الضلال الأخلاقي، ما أدى إلى توصلهم إلى استنتاج أن تلك القوانين تعمل من أجل مصلحة المرء، بوجود المنطق، لمنع الجهل. كان العهد القديم من الكتاب المقدس مصدر الأخلاق في الممارسات الاقتصادية القديمة.

### ثقافة المجتمع
إن الأخلاق الاقتصادية تحاول دمج الأخلاق والقيم الثقافية من أجل أخذ محدودية الاقتصاد بالحسبان، إذ إن قدرة الإنسان على صنع القرار لا تقتصر على العقلانية. هذا المبدأ يوحد بين الاقتصاد والأخلاق نظريةً كاملة للفعل البشري. لقد زادت الثقافة الأكاديمية الاهتمام بالأخلاقيات الاقتصادية بوصفها تخصصًا. وقد أدى الوعي المتزايد بالعوامل الثقافية الخارجية لأفعال الوكلاء الاقتصاديين، فضلًا عن الفصل المحدود بين مجالات الثقافة، إلى إجراء مزيد من البحوث بشأن مسؤوليتها الأخلاقية.

## تطبيق المنهجيات الاقتصادية

### الاقتصاد التجريبي
أدى تطور الاقتصاد التجريبي في أواخر القرن العشرين إلى خلق فرصة التحقق تجريبيًا من وجود الأخلاق المعيارية في الاقتصاد. اكتشف فيرنون سميث وزملاؤه العديد من الأحداث التي قد تصف الخيارات الاقتصادية تحت ستار الجهل. تشير الاستنتاجات من التجارب الاقتصادية اللاحقة إلى أن الوكلاء الاقتصاديين يستخدمون قواعد السلوك المعيارية في اتخاذ القرارات، في حين يسعون أيضًا لتعظيم أرباحهم. مثلًا، في التجارب على مدى صدقهم، من المُتوقع أن يكذبوا عندما يزيد الكذب من أرباحهم، رغم أن النتائج تثبت خلاف ذلك.

### الاقتصاد السلوكي
الأخلاقيات في الاقتصاد السلوكي موجودة في كل مكان نظرًا إلى اهتمامها بالفعالية البشرية في هدفها لتصحيح أوجه القصور الأخلاقية الموجودة في الاقتصاد الكلاسيكي المحدث، أي الافتقار إلى البعد الأخلاقي وعدم وجود مخاوف معيارية. إن دمج أخلاقيات الفضيلة في علم الاقتصاد السلوكي قد سهل تطوير النظريات التي تحاول وصف العديد من الانحرافات الموجودة في كيفية اتخاذ الوكلاء الاقتصاديين للقرارات.

## تطبيق السياسة الاقتصادية
تقدم الكتابات الأكاديمية العديد من الآراء الأخلاقية حول ما يشكل سياسةً اقتصادية قابلة للتطبيق. يرى كينز أن السياسات الاقتصادية الجيدة هي التي تجعل الناس جيدين، لا تلك التي تجعلهم يشعرون بالرضا. ويصر «الاتحاد الاقتصادي الألماني»، الذي أسسه غوستاف فون شمولر، على أن الاعتبارات الأخلاقية والسياسية ذات أهمية حاسمة في تقييم السياسات الاقتصادية.